# Shannonomyia kuscheli
Shannonomyia kuscheli är en tvåvingeart som beskrevs av Alexander 1952. Shannonomyia kuscheli ingår i släktet Shannonomyia och familjen småharkrankar. Inga underarter finns listade i Catalogue of Life.